# Enfant terrible
Enfant terrible (čita se [anf'an ter'ibl], na franc. strašno dijete), je osoba koja pretjeranom otvorenošću i neobičnim nekonvencionalnim postupcima dovodi u neprilike sredinu kojoj pripada. U prvotnom značenju izraz se odnosi na dijete koje izbrblja sve što vidi i čuje. Enfant terrible je osoba koja pokazuje težnju za nezavisnošću od skupine ili sredine kojoj pripada.